# 躯体神经系统
躯体神经系统（somatic nervous system，SNS）是连接中枢神经（脑与脊髓）和骨骼肌（随意肌）以及皮肤感觉受体的神经。躯体神经系统旧称随意神经系统（voluntary nervous system）。
躯体神经系统借由脑神经和脊神经传入或传出中枢神经，和自主神经系统共同组成脊椎动物的周围神经系统。躯体神经系统與骨骼肌的自主（有意識的）控制有關。
躯体神经系统的神经包括传入神经、运动神经（传出神经的一种）以及混合神经。